# Șoromiclea
Șoromiclea falu Romániában, Maros megyében.

## Története
Segesvár város része. A trianoni békeszerződésig Nagy-Küküllő vármegye Segesvári járásához tartozott.

## Népessége
1992-ben 120 lakosa volt, ebből 60 cigány, 33 magyar, 22 román és 2 német. 2002-ben a népesség már mindössze 71 fő volt.

## Vallások
A falu lakói közül a többség, szám szerint 51-en ortodox hitűek, de több másik felekezetnek is van híve a faluban.